# Thorvald Aagaard
Pour les articles homonymes, voir Aagaard.
Hans Thorvald Aagaard, né le 8 juin 1877 à Rolsted sur l'île de Fionie et mort le 22 mars 1937 à Ringe sur la même île, est un compositeur, organiste, violoniste et professeur de musique danois. Il est un des élèves de Carl Nielsen. Composant plus de 200 chansons, Thorvald Aagaard contribue à porter la musique vocale chez les anonymes habitants de sa région natale.

## Biographie
Thorvald Aagaard, issu d'une famille d'agriculteurs, naît le 8 juin 1877 à Rolfstedgård [ferme Rolfsted] près de Rolsted. Ses parents sont Anders Hansen (1839-1926) et Anna Hansen (1851-1928).
Thorvald Aagaard reçoit des leçons de violon dans son enfance. À partir de 1896, il fréquenté l'Askov Højskole. À partir de 1898, il prend des leçons privées de violon auprès de Carl Nielsen à Copenhague,,,.
De 1900 à 1902, il étudie le violon auprès de Valdemar Tofte, l'orgue auprès d'Otto Malling et la théorie musicale auprès de Jørgen Ditleff Bondesen (1855-1939) au Conservatoire de musique de Copenhague. Après son service militaire, il prend des cours particuliers de composition et de contrepoint avec Carl Nielsen de 1903 à 1905 et d'histoire de la musique auprès de Thomas Laub de 1904 à 1905. Son activité musicale et fortement inspirée par les deux,,,. C'est là, à l'association universitaire, qu'il rencontre le violoniste et compositeur Oluf Ring (da) (1884-1949), avec qui il partage des intérêts musicaux. Plus tard, il travaillera avec lui et ils entretiendront une amitié de toute une vie.
En 1905, Thorvald Aagaard devient organiste à l'église Nazareth du Valgmenighed à Ryslinge sur l'île de Fionie. Bien qu'on lui ait proposé un poste d'organiste à l'église Vartov de Copenhague, il le refuse. Étant donné qu'il est proche de chez lui, il préfère la position plus rurale de Fionie, car il ne s'est jamais vraiment senti chez lui dans la grande ville de Copenhague,. De même, il est professeur à la Ryslinge højskole à partir de cette année-là,. Il gagne sa place particulière dans la musique danoise grâce à son travail sur le renouvellement de l'hymne danois. En tant qu'organiste, il milite d'abord pour la modernisation de l'hymne danois, comme Thomas Laub,,. Pour cela, il compose une collection de 30 mélodies de psaumes. Il introduit de nouvelles chansons dans l'esprit de Laub dans le chant de l'église, de sorte que la congrégation est rapidement appelée la "congrégation Laubske" du Danemark. Une autre indication qu'il se sent chez lui à Ryslinge est qu'en 1907, il charge le célèbre architecte Peder Vilhelm Jensen-Klint (1853-1930) de construire un immeuble d'habitation. La même année, il fonde l'orchestre amateur Fynske Musikanter. Il est composé d'agriculteurs, d'enseignants et d'artisans. Il le dirige lors de plus de 400 concerts à Ryslinge et dans les environs. Cela montre sa grande importance pour la diffusion de la musique classique et romantique à Fionie, car beaucoup n'ont accès à la musique classique que par le biais de l'orchestre,,,,.
Le 19 octobre 1908, il épouse Karen Madsine Bangdine Helga Hansen (* 15 octobre 1881 à Fredericia, Danemark ; † 26 mai 1955 à St.Lukasstift, Hellerup, Danemark), fille de Svend Heinrich Hansen (* 1851) et de Maren Pedersen (1851-1917). D'après le recensement de 1930, il a cinq enfants.
En 1908, il publie dans le Højskolebladet l'article Folkelig Sang, dans lequel il critique l'état du répertoire de chants scolaires en raison de graves lacunes. Avec ses professeurs Thomas Laub, Carl Nielsen et Oluf Ring, il prévoit de compiler un nouveau recueil de chansons pour l'école avec de nouvelles compositions de meilleure qualité. Thorvald Aagaard en est le moteur, son ami Oluf Ring, le plus jeune des quatre, son collaborateur. Il réussit à convaincre ses deux professeurs Thomas Laub et Carl Nielsen d'être des compositeurs reconnus pour le projet,,. Les quatre musiciens ont été appelés plus tard « le trèfle à quatre feuilles de Fionie ». En 1912, ils sont officiellement chargés de travailler sur le nouveau recueil de chansons. L'achèvement de ce projet n'a toutefois lieu qu'après la Première Guerre mondiale,.
En 1913 la chanson Jeg lagde min Gaard i den rygende Blæst de Thorvald Aagaard sur un texte de Jeppe Aakjaer est publiée pour la première fois dans la 7e édition de Folkehøjskolens Sangbog. En 1919, il publie Ni viser til Tekster af Jeppe Aakjaer (Neuf chansons sur des textes de Jeppe Aakjaer).
En 1922, le livre de chansons de l'école est publié avec plus de 575 chansons,,,. Il contient 73 nouvelles chansons et 63 arrangements de chansons folkloriques et d'hymnes d'église tirés du recueil d'hymnes d'église Danske Kirkesang de Thomas Laub, 48 nouvelles chansons de Carl Nielsen, 28 d'Oluf Ring et 35 de Thorvald Aagaard,,. Malgré la rupture radicale avec la tradition musicale, ils l'emporte. De nombreuses chansons influencent encore aujourd'hui la culture musicale danoise, comme par exemple : Jeg ser de bøgelyse Øer avec des paroles de L.C. Nielsen (da), et les chansons avec des paroles de Jeppe Aakjær Spurven sidder stum bag Kvist, Sneflokke kommer vrimlende et Han kommer med Sommer, han kommer med Sol. D'autres publications de recueils de chansons suivent. Les nouvelles éditions de 1924 et 1929 sont également supervisées par lui.
En 1930 et 1932, il publie deux collections de préludes pour le culte dans le style de Thomas Laub. En 1933 paraît son école de violon, largement diffusée au Danemark, qu'il conçoit délibérément pour un spectre d'enseignement plus large, qu'il détaille déjà dans le titre für Seminare, Musikschulen und Privatunterricht. En 1934, ses 24 mélodies de chants de l'Ancien Testament sont publiées. Thorvald Aagaard écrit de nombreux articles pour les journaux Højskolebladet et Fyns Tidende. Thorvald Aagaard est si populaire que des célébrités collectent par la suite des fonds pour lui permettre, lors d'une grave maladie, de faire un séjour de rééducation en Norvège. Il occupe le poste d'organiste à l'église de Nazareth jusqu'à sa mort en 1937. Sa tombe se trouve dans le cimetière de Ryslinge,.

## Après sa mort
Ses successeurs ont également perpétué l'esprit musical de Thorvald Aagaard et de Thomas Laub. Le premier était Karl Bak, le gendre d'Oluf Ringe. Il a publié une liste des œuvres de Thorvald Aagaard en 1938,. Il a été suivi par les filles de son frère, Esther et Dagny Aagaard, qui ont occupé le poste d'organiste pendant près d'un demi-siècle, jusqu'en 2000.

## Importance
Composant plus de 200 chansons, Thorvald Aagaard a écrit les mélodies de certaines chansons qui sont encore populaires aujourd'hui, surtout au Danemark, comme Spurven sidder stum bag Kvist et Jeg ser de bøgelyse Øer. Avec Carl Nielsen, Oluf Ring et Thomas Laub, il est l'un des innovateurs de la chanson populaire danoise de la première moitié du XXe siècle.
Quatre de ses chansons figurent dans l'actuel recueil d'hymnes danois Den Danske Salmen de 2003:
- (da) Lovsynger Herren, min mund og mit indre, n° 3[31].
- (da) Jesus, min drot [Jésus, mon Seigneur], n° 60.
- (da) Julebudet til dem, der bygge, n° 129[32].
- (da) Man siger, livet har bange kår, n° 547.

## Hommage
À sa mémoire, une statue commémorative a été dressée dans le Square Aagaard situé à Ryslinge où il avait joué de l’orgue durant plusieurs années.

## Œuvres
La liste suit le contenu du livre Fortegnelse over Thorvald Aagaards værker [Liste des œuvres de Thorvald Aagaard] publiée par Det unge Tonekunstnerselskab en 1938,.

### Œuvres instrumentales

#### Œuvres pour orchestre à cordes
- (da) Dansk Folkemelodie (Det haver saa nyligen regnet) for Strygeorkester. [Mélodie folklorique danoise pour orchestre à cordes] (1907)
- Prélude festif pour orchestre à cordes et piano

#### Musique de chambre pour cordes
- Quatuor à cordes en la majeur
- Suite pour 2 violons et alto

#### Œuvres pour orgue
- (da) 25 Præludier til Gudstjenesten [25 préludes pour le service du culte], 1929 bei Wilhelm Hansen in Kopenhagen publiziert[34] (OCLC 461747904)
- (da) 26 Præludier til Gudstjenesten Op. 5 [26 Préludes pour le service du culte Op. 5] (1934)[35]

#### École de violon
- (da) Violinskole for Seminarier, Musikskoler og Privatundervisning, [École de violon pour les séminaires, les écoles de musique et les cours privés] (1933)[36].

### Œuvres pour chœur
- Cantate pour 4st. Chorale, récitation et orchestre (1905).
- Cantate pour l'inauguration d'un nouveau bâtiment à l'université des sciences appliquées de Ryslinge, (28 octobre 1905) pour solo, 4st. Chorale, récitation et orchestre.
- Cantate du jubilé pour 4st. Chorale, récitation et orchestre (1909).
- Cantate pour l'inauguration d'une exposition de l'Office à Ringe pour baryton solo, chœur d'hommes à quatre voix, récitation et orchestre (8 septembre 1911).
- Musique festive pour l'inauguration du gymnase du collège de Ryslinge (29 septembre 1914) pour ténor solo, 4st. chorale, récitation et orchestre.
- Cantate pour une fête des soldats à Sanderum pour quatuor de solistes 4st. Chœur et orchestre (26 juin 2015).
- Cantate pour le 50e anniversaire du Diakonissenstift
- Kantate zum 25-jährigen Jubiläum des »Fyns Forsamlingshus« [Versammlungshaus Fünen] (20. Juni 1925) für Sopran- und Tenorsolo, 4st. Chor und Orchester
- Kantate zum 50-jährigen Jubiläums der „Københavns Højskoleforening“ [Gesellschaft der Hochschule Kopenhagen] für Soloquartett, 4st. Chor und Orchester (13. April 1928)[37]
- „Knud der Heilige“ für Tenor Solo, 4st. Chor, Rezitation und Orchester.
- Musique liturgique. pour 3st. chœur de femmes et orgue.
- (da) Paaskelilien [La jonquille] für 4st. Chor, Rezitation und Orchester.
- (da) Vinteren [L'hiver] für 4st. Chor, 2st. Kinderchor und Orchester.
- (da) Vaaren [Le printemps] für Sopran solo, 4st. Chor und Orchester[38].
- (da) Sommeren [L'été] für 4st. Chor und Orchester.
- (da) Høsten [L'automne] für Bariton Solo, 4st. Chor und Orchester.
- (da) 4 sange for 3 lige stemmer, 3 sange for blandet kor [4 chansons pour 3 voix égales, 3 chansons pour chœur mixte] (1934)[39] Sangens fugl [„Vogellied“], Asken Yggdrasil [Die Asche Yggdrasil], Skøn Freja, Kong Skjold [König Skjold], Jeg ser de bøgelyse øer (SATB) (Text: L.C. Nielsen)[40] Om strømmen mod dig bruser (SATB), Genforeningssang (SATB)

### Hymnes et chants
- (da) Genforeningssang, paroles : Juhl Andersen [Chanson de la réunification][41].
- (da) Ni viser til tekster af Jeppe Aakjaer, [Neuf chansons sur des textes de Jeppe Aakjaer] (1919)[21].
- (da) Tyve gamle danske Sange af Grundtvig, [Vingt vieilles chansons danoises par Grundtvig] (1931[42].
- (da)En Snes folkelige Sange og Viser: Op. 4, [Une douzaine de chansons et d'airs folkloriques] (1932), Klaviersatz[43].
- (da) 40 Melodier til bibelhistoriske Sange med Musik af Thorvald Aagaard, [40 mélodies pour des chants bibliques avec la musique de Thorvald Aagaard], Klaviersatz (1933)[44].
- (da) Her er det Land pour voix et piano. Paroles : Valdemar Rørdam (1872–1946), Dédié à la jeunesse de la municipalité de Dybbøl le 11 juin 1933. (OCLC 898538592).
- (da) Tredive salmemelodier: Til salmebog for valgmenigheder og frimenigheder (danois), [30 mélodies de chorale pour l'hymnaire des congrégations "électives" et libres] (1936)[45].

## Œuvres d'autres compositeurs sur des chansons de Thorvald Aagaard
- Per Günther: Choralfantasie über „Lovsynger Herren, min mund og mit indre“ von Thorvald Aagaard[46]
- Naji Hakim: „Ich liebe die farbenreiche Welt“, „Jeg elsker den brogede verden“, „I love the colourful world“ für Orgel: 1. Präludium 2. Tanz-Toccata. Chatou, 2008, Schott, für Hans-Georg Vleugels und der Orgel der katholischen Kirche St. Alban in Hardheim, Naji Hakim, St Alban, Hardheim, 27.06.08[47],[48]

## Discographie
- Aakjær Sange: Songs by Aakjær. Pro Cantu, Danica #8174. (Verschiedene Chorsätze mit Texten von Jeppe Aakjaer, auch einige Lieder von Thorvald Aagaard wie: Sneflokke kommer vrimlende, Spurven sidder stum bag Kvist und Han kommer med sommer).
- Fra Højskolesangbogen [Aus Schulgesangsbüchern]. Signe Asmussen/Sopran, David Danholt/Tenor, Ulrich Staerk/Klavier. Dacapo 8.224712. (Von Aagaard Jeg ser de bøgelyse Øer[49].